# Masato Yamazaki
Masato Yamazaki (jap. 山崎雅人 Yamazaki Masato; urodzony 4 grudnia, 1981 w Japonii) japoński piłkarz.